# Konfederacja Ludzi Pracy
Konfederacja Ludzi Pracy – organizacja piłsudczykowska, określająca się jako „obóz niepodległościowej lewicy”. Powstała wiosną 1924 r. z inicjatywy zespołu miesięcznika "Droga".  Według założycieli miała to być „organizacja wiążąca ludzi o pewnej wspólnej platformie ideowej” oparta na „akcji bezpośredniej”. Celem KLP była Polska mocarstwowa; drogę do mocarstwowości widziano w „popieraniu walki o wyzwolenie ludów”, co zarazem obligowało Rzeczpospolitą do tolerancji wobec mniejszości słowiańskich. Program społeczno-gospodarczy Konfederacji postulował interwencję państwa w gospodarce, upaństwowienie banków i planowanie gospodarcze. Pod względem ustrojowym domagano się z jednej strony, wzmocnienia pozycji prezydenta, z drugiej rozwoju samorządów i „Senatu wyłonionego z organizacji społecznych”. 
Czołowymi działaczami KLP byli m.in. Adam Skwarczyński, Stefan Boguszewski, Wilam Horzyca, Julian Husarski, Janusz Jędrzejewicz, Walery Sławek, Kazimierz Świtalski, Tadeusz Schaetzl, Tadeusz Hołówko. Po zamachu majowym Konfederacja zanikła.  

## Literatura
- Daria Nałęcz: Sen o władzy. Inteligencja wobec niepodległości. Warszawa 1994, s. 223, 226-227
- Jarosław Tomasiewicz: Naprawa czy zniszczenie demokracji? Tendencje autorytarne i profaszystowskie w polskiej myśli politycznej 1921–1935.  Katowice 2012, s. 234-235.